# إنريكي راموس غونزاليس
إنريكي راموس غونزاليس (بالإسبانية: Quique Ramos) (7 مارس 1956 في إسبانيا - ) هو لاعب كرة قدم إسباني في مركز الوسط، شارك في الألعاب الأولمبية الصيفية 1980. وشارك مع منتخب إسبانيا تحت 21 سنة لكرة القدم ومنتخب إسبانيا تحت 23 سنة لكرة القدم ومنتخب إسبانيا لكرة القدم. أما مع النوادي، فقد لعب مع أتلتيكو مدريد ب وأتلتيكو مدريد ورايو فايكانو.

## وصلات خارجية
- إنريكي راموس غونزاليس على موقع الاتحاد الدولي (مؤرشف)  (الإنجليزية)
- إنريكي راموس غونزاليس على موقع قاعدة بيانات كرة القدم.إي يو (الإنجليزية)
- إنريكي راموس غونزاليس على موقع ناشيونال فوتبول تيمز (الإنجليزية)
- إنريكي راموس غونزاليس على موقع أوليمبيديا (الإنجليزية)